# 普氏原羚
普氏原羚（学名：Procapra przewalskii），又名滩黄羊，与黄羊都属于牛科原羚属的一种动物，曾广泛分布于中亚地区，但现仅发现于中国青海湖周边，为中国国家一级保护动物，并被中国脊椎动物红皮书评为极危级。
2003年及之后的数次调查显示普氏原羚的数量达到500-600只（可能更多）。2008年IUCN评估至少有350-400只普氏原羚在野外活动，并在名录中将其由极危物种调整为濒危物种；同时指出其生存仍面临威胁，须保持定期监视其数量及种群趋势的变化。2012年达到约1600只。2018年进一步增至约2800只。
该物种1873年由俄国探险家尼科莱·普尔热瓦尔斯基率领探险队在青海湖边发现，1949年被确认为一个独立的种。

## 形态
普氏原羚毛色棕黄，体长110厘米左右, 成年雄性体重可达30千克, 雌性体重可达23千克。雄性普氏原羚有短粗的角, 成对角的角尖明显向内侧勾曲。这是区别于黄羊、藏原羚的显著特征。